# 국장 목록

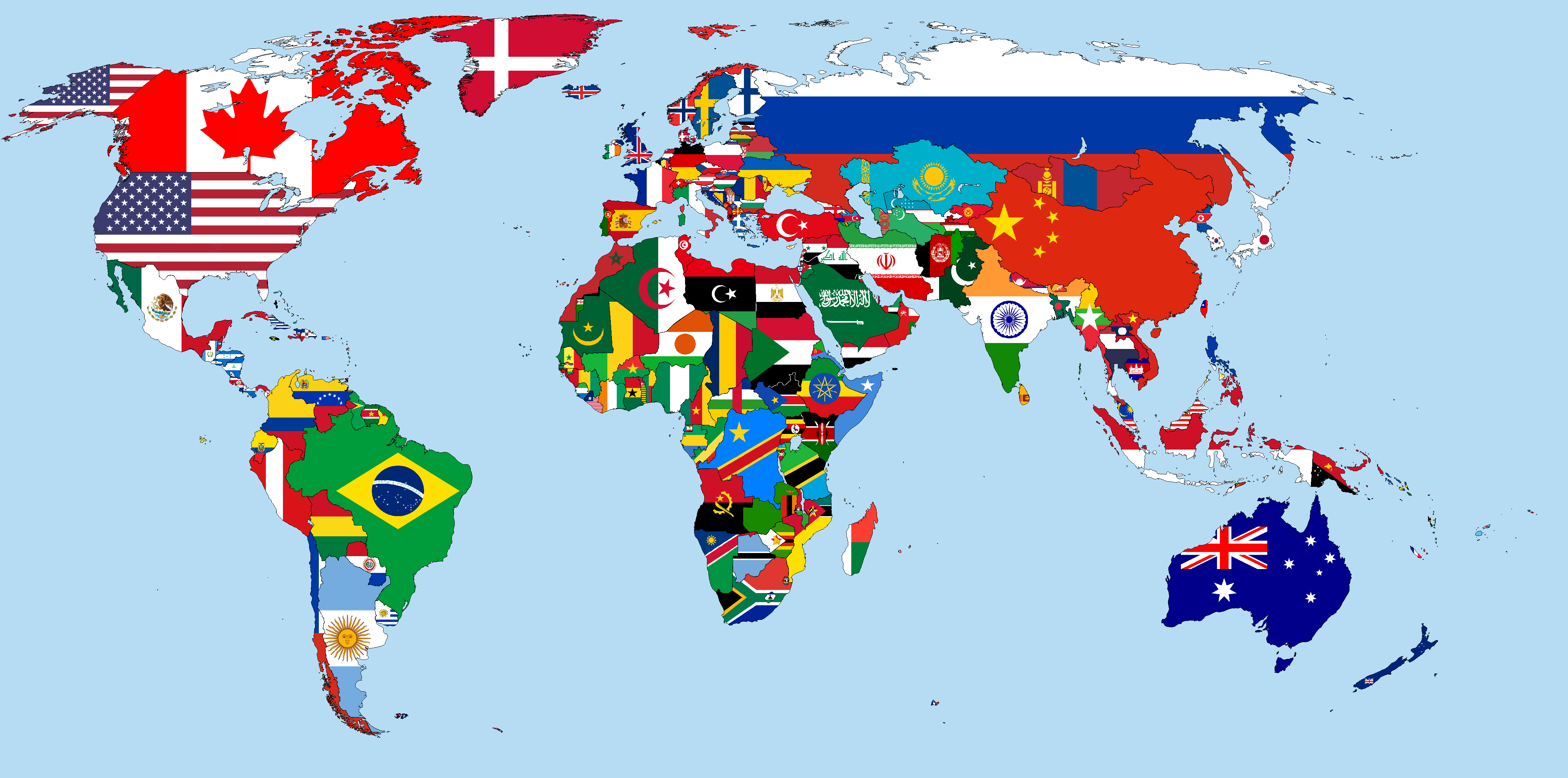

다음 목록은 전세계에 있는 국장들의 목록이다.

## 국제 기구

국제 연합 UN
유네스코 UNESCO
유니세프 UNICEF
세계 보건 기구 WHO
국제 원자력 기구 IAEA
유엔 산업 개발 기구 UNIDO
에스페란토
올림픽
국제 올림픽 위원회
중화 타이베이
패럴림픽
국제 적십자 위원회 ICRC
국제 적십자사·적신월사 연맹 IFRC
대표 없는 국가 민족 기구 UNPO
독립 국가 연합 CIS
몰타 기사단
베네룩스 BNL
북대서양 조약 기구 NATO
유니버시아드 FISU
유라시아 경제 연합 EAEU
유럽 안보 협력 기구 OSCE
유럽 연합 EU
유럽 자유 무역 연합 EFTA
유럽 해병대 EUROMARFOR
유럽 헌병대 EGF
이베로아메리카 국가 기구 OEI
이베로아메리카 정상회의 IAS
집단 안보 조약 기구 CSTO
프랑코포니
걸프 협력 회의 GCC
경제상호원조회의 COMECON
아랍 마그레브 연합 UMA
아랍 연맹 ALECSO
튀르크 평의회 OTS
남아프리카 개발 공동체 SADC
동아프리카 공동체 EAC동아프리카 공동체 EAC
아프리카, 카리브해 및 태평양 국가 기구 ACP
메티스 국가 위원회 MNC
북미자유무역협정 NAFTA
중미 통합 체제 CAIS
남미 국가 연합 USASUR

## 아시아

### 동아시아

대한민국
조선민주주의인민공화국
중화인민공화국
중화민국
일본
몽골

### 동남아시아

#### 인도차이나 반도

태국
베트남
캄보디아
라오스
미얀마

#### 말레이 제도

말레이시아
싱가포르
인도네시아
필리핀
브루나이
동티모르

### 서아시아

사우디아라비아
이스라엘
팔레스타인
이란
이라크
시리아
레바논
요르단
쿠웨이트
아랍에미리트
카타르
바레인
예멘
오만
키프로스
북키프로스
튀르키예

### 남아시아

인도
파키스탄
방글라데시
아프가니스탄
스리랑카
몰디브
네팔
부탄

### 중앙아시아

카자흐스탄
우즈베키스탄
키르기스스탄
타지키스탄
투르크메니스탄

### 캅카스

조지아
남오세티야
압하지야
아르메니아
아제르바이잔

## 유럽

### 동유럽

알바니아
루마니아
불가리아

舊 소련 지역

러시아
우크라이나
벨라루스
몰도바

舊 유고슬라비아 지역

세르비아
세르비아
코소보
몬테네그로
크로아티아
슬로베니아
북마케도니아
보스니아 헤르체고비나

기타
- 알바니아
- 루마니아
- 불가리아

### 서유럽

영국
영국
아일랜드
프랑스
프랑스
벨기에
벨기에
벨기에
네덜란드
네덜란드
네덜란드
룩셈부르크
룩셈부르크
룩셈부르크
룩셈부르크
모나코

### 남유럽

스페인
포르투갈
안도라
이탈리아
바티칸 시국
산마리노
몰타
모나코
그리스

### 북유럽

덴마크
덴마크
덴마크
노르웨이
노르웨이
스웨덴
스웨덴
스웨덴
핀란드
아이슬란드

#### 발트 3국

리투아니아
라트비아
에스토니아

### 중앙유럽

독일
스위스
오스트리아
리히텐슈타인
폴란드
체코
슬로바키아
헝가리

## 아프리카

### 동아프리카

탄자니아
케냐
우간다
르완다
부룬디
에티오피아
에리트레아
소말리아
소말릴란드
지부티

### 서아프리카

말리
세네갈
감비아
기니
기니비사우
시에라리온
라이베리아
코트디부아르
가나
베냉
토고
부르키나파소
니제르
나이지리아
카보베르데

### 남아프리카

남아프리카 공화국
레소토
에스와티니
나미비아
보츠와나
짐바브웨
앙골라
잠비아
말라위
모잠비크
마다가스카르
코모로
모리셔스
세이셸

### 북아프리카

이집트
리비아
수단
남수단
알제리
튀니지
모로코
사하라 아랍 민주 공화국
모리타니

### 중앙아프리카

중앙아프리카 공화국
차드
카메룬
콩고 공화국
콩고 민주 공화국
가봉
적도 기니
상투메 프린시페

## 아메리카

### 북아메리카

미국(앞면)
미국(뒷면)
캐나다
멕시코

### 중앙아메리카

과테말라
벨리즈
온두라스
엘살바도르
니카라과
코스타리카
파나마

### 서인도 제도

#### 대앤틸리스 제도

쿠바
아이티
도미니카 공화국
자메이카
바하마

#### 소앤틸리스 제도

세인트키츠 네비스
앤티가 바부다
도미니카 연방
세인트루시아
세인트빈센트 그레나딘
그레나다
바베이도스
트리니다드 토바고

### 남아메리카

브라질
아르헨티나
칠레
우루과이
파라과이(앞면)
파라과이(뒷면)
볼리비아
페루
콜롬비아
에콰도르
베네수엘라
가이아나
수리남

## 오세아니아

### 오스트랄라시아

오스트레일리아
뉴질랜드

### 멜라네시아

파푸아뉴기니
솔로몬 제도
바누아투
피지

### 미크로네시아

팔라우
미크로네시아 연방
마셜 제도
나우루
키리바시

### 폴리네시아

통가
사모아
투발루

## 속령

### 중화인민공화국 특별행정구

홍콩
마카오
파라셀 제도

### 영국

영국령 인도양 지역
아크로티리 데켈리아
맨섬
건지섬
저지섬
올더니섬
사크섬
험섬
브레카우 섬
지브롤터
버뮤다
케이맨 제도
디에고가르시아섬
터크스 케이커스 제도
영국령 버진아일랜드
앵귈라
몬트세랫
포클랜드 제도
사우스조지아 사우스샌드위치 제도
세인트헬레나
어센션섬
트리스탄다쿠냐 제도
핏케언 제도
영국령 남극 지역
차고스 제도

### 프랑스

생피에르 미클롱
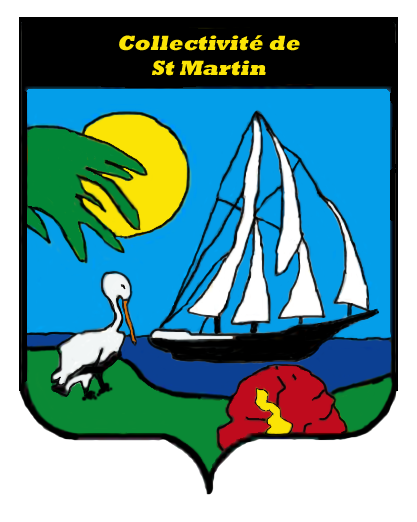
생마르탱
생바르텔레미
과들루프
마르티니크
클리퍼턴섬
프랑스령 기아나
레위니옹
마요트
누벨칼레도니
왈리스 푸투나
프랑스령 폴리네시아
프랑스령 남방 및 남극
옥시타니아
브르타뉴
아델리랜드
타히티섬
생폴섬
암스테르담섬

### 

네덜란드령 안틸레스
신트마르턴
아루바
퀴라소
보네르섬
사바섬
신트외스타티위스섬
네덜란드령 카리브
카리브 네덜란드

세우타
멜리야
카나리아 제도
카탈루냐 공화국
플라사스 데 소베라니아

### 미국

푸에르토리코
푸에르토리코
미국령 버진아일랜드
나배사섬
괌
북마리아나 제도
북마리아나 제도
아메리칸사모아
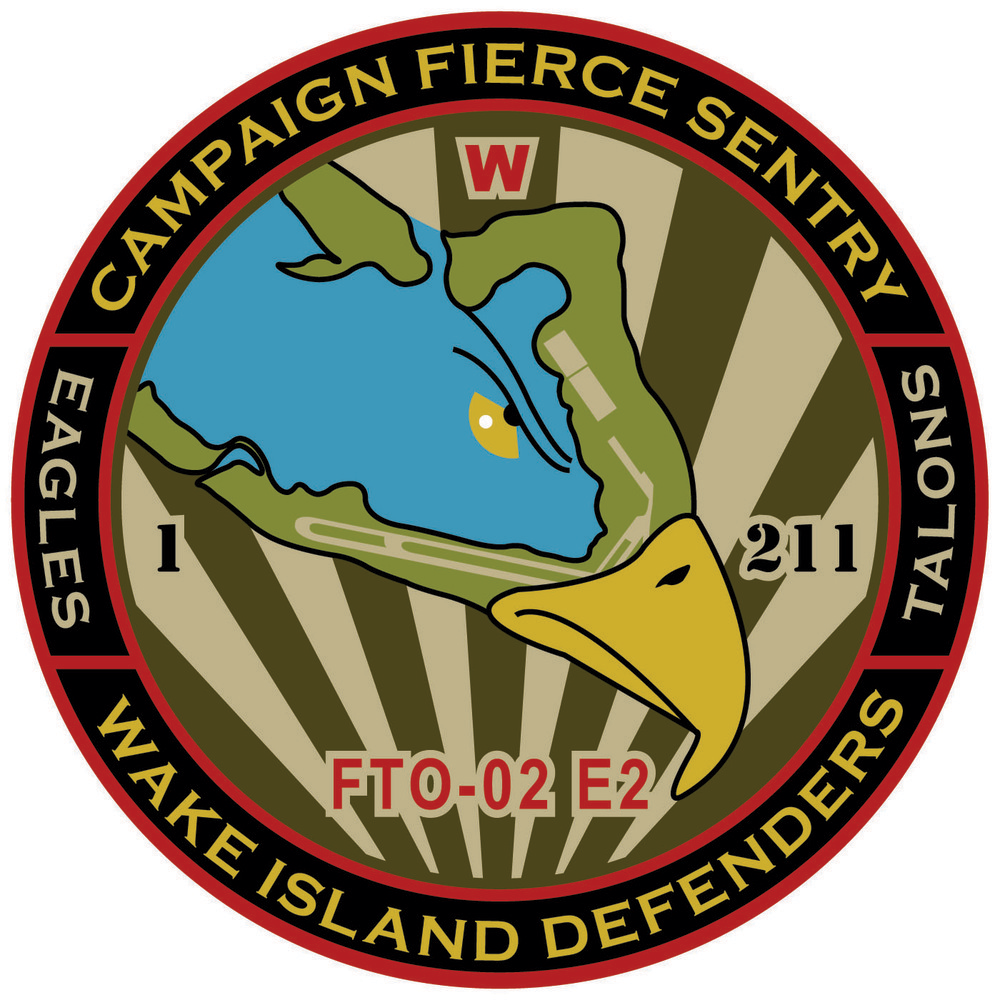
웨이크섬
미국령 군소 제도
존스턴 환초
팔미라 환초
자르비스섬
하울랜드섬
킹먼 암초
미드웨이 환초
베이커섬
관타나모만 해군기지
세인트크로이섬
세인트토머스섬

### 네덜란드
- 네덜란드령 안틸레스
- 신트마르턴
- 아루바
- 퀴라소
- 보네르섬
- 사바섬
- 신트외스타티위스섬
- 네덜란드령 카리브
- 카리브 네덜란드

### 스페인
- 세우타
- 멜리야
- 카나리아 제도
- 카탈루냐 공화국
- 플라사스 데 소베라니아

헬골란트섬

펠라지에 제도
캄피오네디탈리아

페로 제도
그린란드

올란드 제도

스발바르 제도
부베섬
퀸모드랜드
페테르 1세섬
얀마옌섬

브라질령 남극
상페드로 상파울루 군도

### 포르투갈

마데이라 제도
아소르스 제도

### 독일
- 헬골란트섬

### 이탈리아
- 펠라지에 제도
- 캄피오네디탈리아

### 덴마크
- 페로 제도
- 그린란드

### 핀란드
- 올란드 제도

### 노르웨이
- 스발바르 제도
- 부베섬
- 퀸모드랜드
- 페테르 1세섬
- 얀마옌섬

### 브라질
- 브라질령 남극
- 상페드로 상파울루 군도

우루과이령 남극

### 아르헨티나

아르헨티나령 남극

### 칠레

이스터섬
후안페르난데스 제도
칠레령 남극 지역

### 우루과이
- 우루과이령 남극

### 오스트레일리아

노퍽섬
코코스 제도
크리스마스섬
오스트레일리아령 남극 지역
애시모어 카르티에 제도
산호해 제도
허드 맥도널드 제도

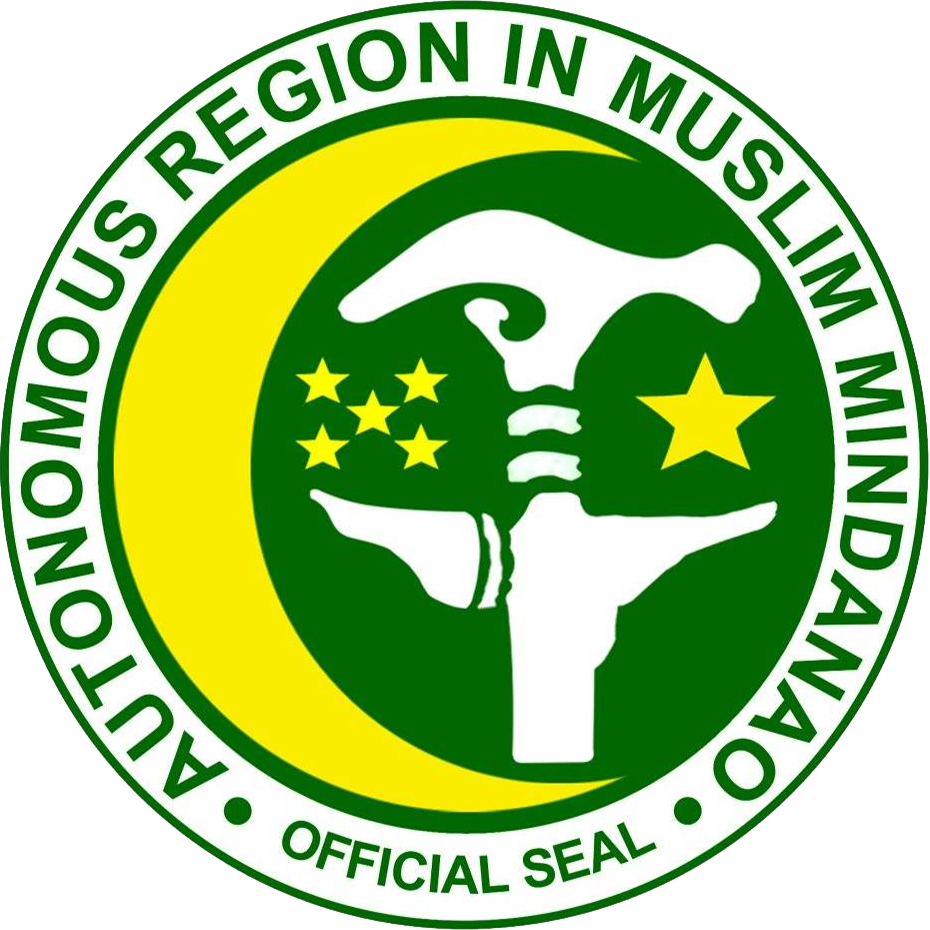
무슬림 민다나오 자치구
방사모로

### 뉴질랜드

니우에
쿡 제도
토켈라우
로스 속령
아타푸섬

### 필리핀
- 무슬림 민다나오 자치구
- 방사모로

체코령 실레시아
모라바

세클리랜드
트란실바니아

갈라파고스 제도

아자와드

부건빌 자치주

고조섬

카라칼파크스탄 공화국

나흐츠반 자치 공화국

아자리야 공화국

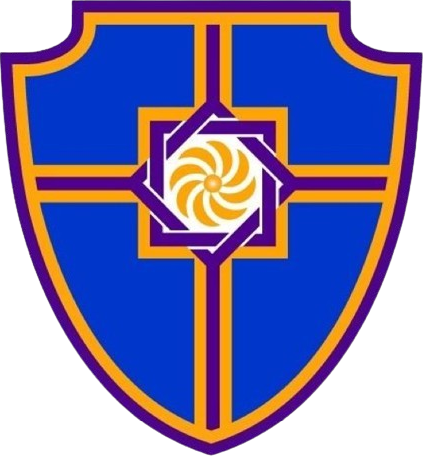
서아르메니아

프린스에드워드 제도

서파푸아 공화국
서뉴기니
남말루쿠 공화국

로자바

### 인도

안다만 제도
안다만 니코바르 제도
니코바르 제도

### 우크라이나

자카르파탸
하리코프 인민 공화국
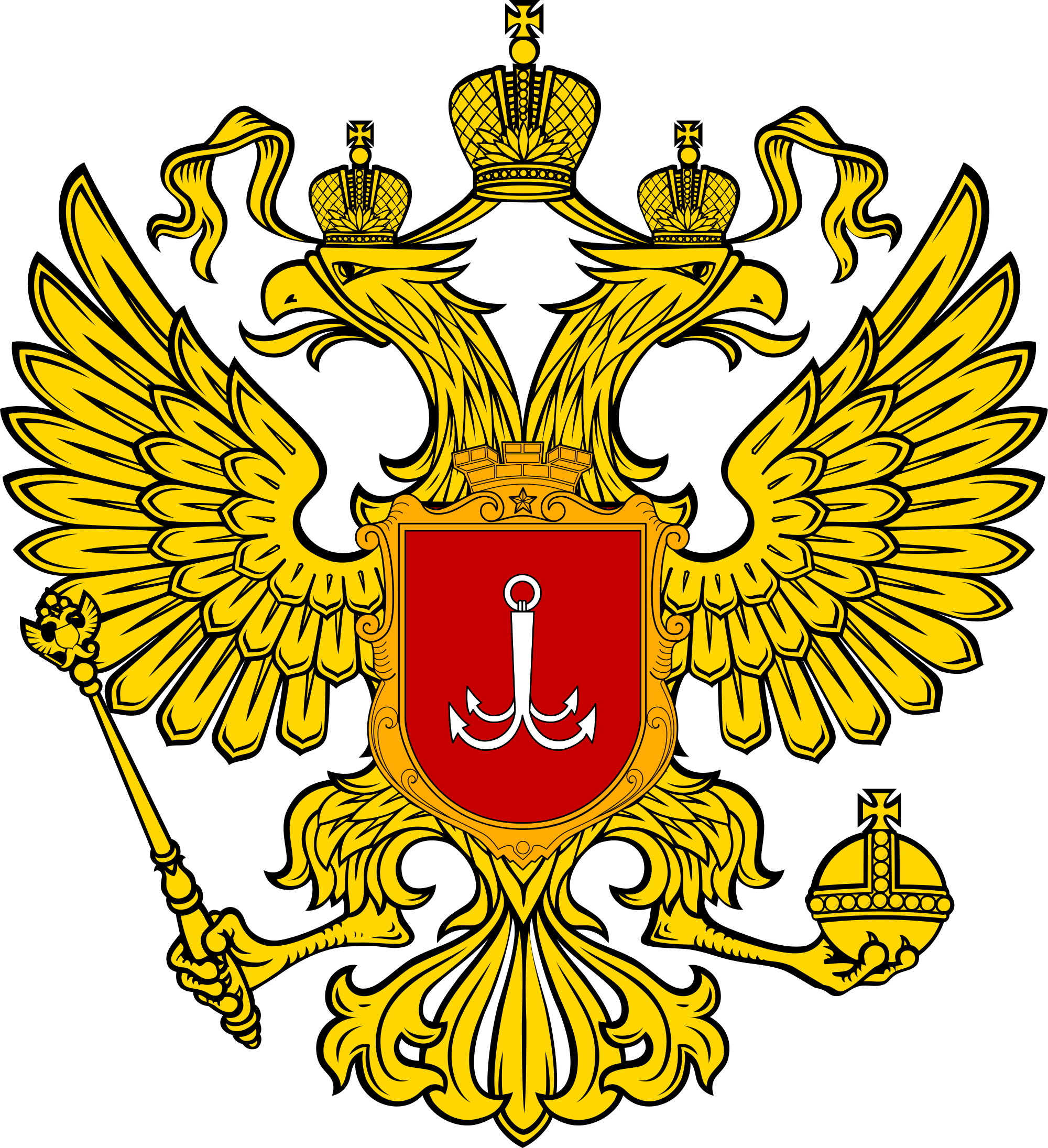
오데사 인민 공화국

### 체코
- 체코령 실레시아
- 모라바

### 루마니아
- 세클리랜드
- 트란실바니아

### 에콰도르
- 갈라파고스 제도

### 말리
- 아자와드

### 파푸아뉴기니
- 부건빌 자치주

### 몰타
- 고조섬

### 우즈베키스탄
- 카라칼파크스탄 공화국

### 아제르바이잔
- 나흐츠반 자치 공화국

### 조지아
- 아자리야 공화국

### 아르메니아
- 서아르메니아

### 남아프리카 공화국
- 프린스에드워드 제도

### 인도네시아
- 서파푸아 공화국
- 서뉴기니
- 남말루쿠 공화국

### 시리아
- 로자바

## 같이 보기
- 나라 목록
- 깃발 목록
- 국가 목록
- 나라 표어 목록
- 미승인 국가의 국장 목록